# Schloss Wildenroth

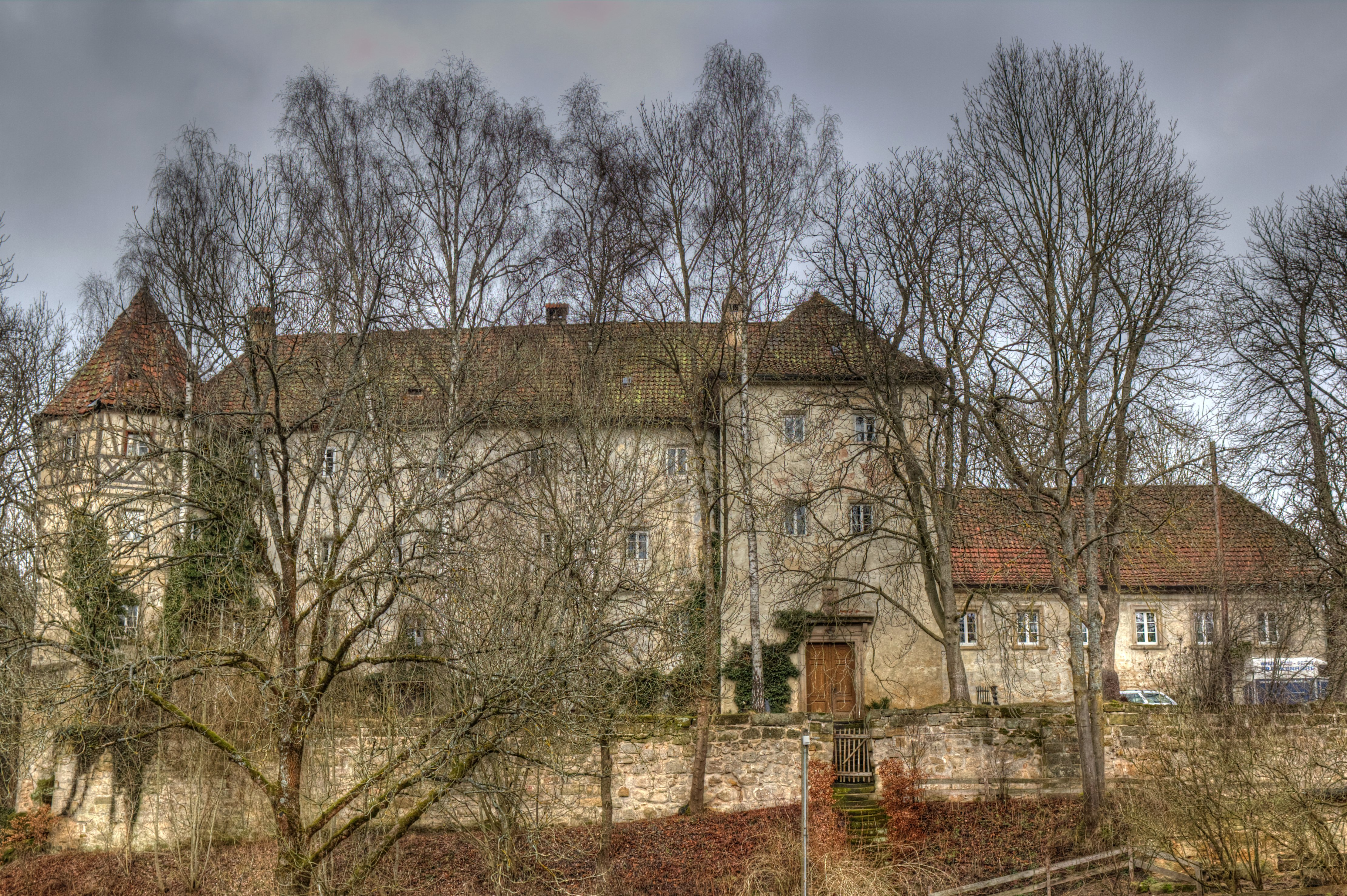
Südansicht des Schlosses Wildenroth

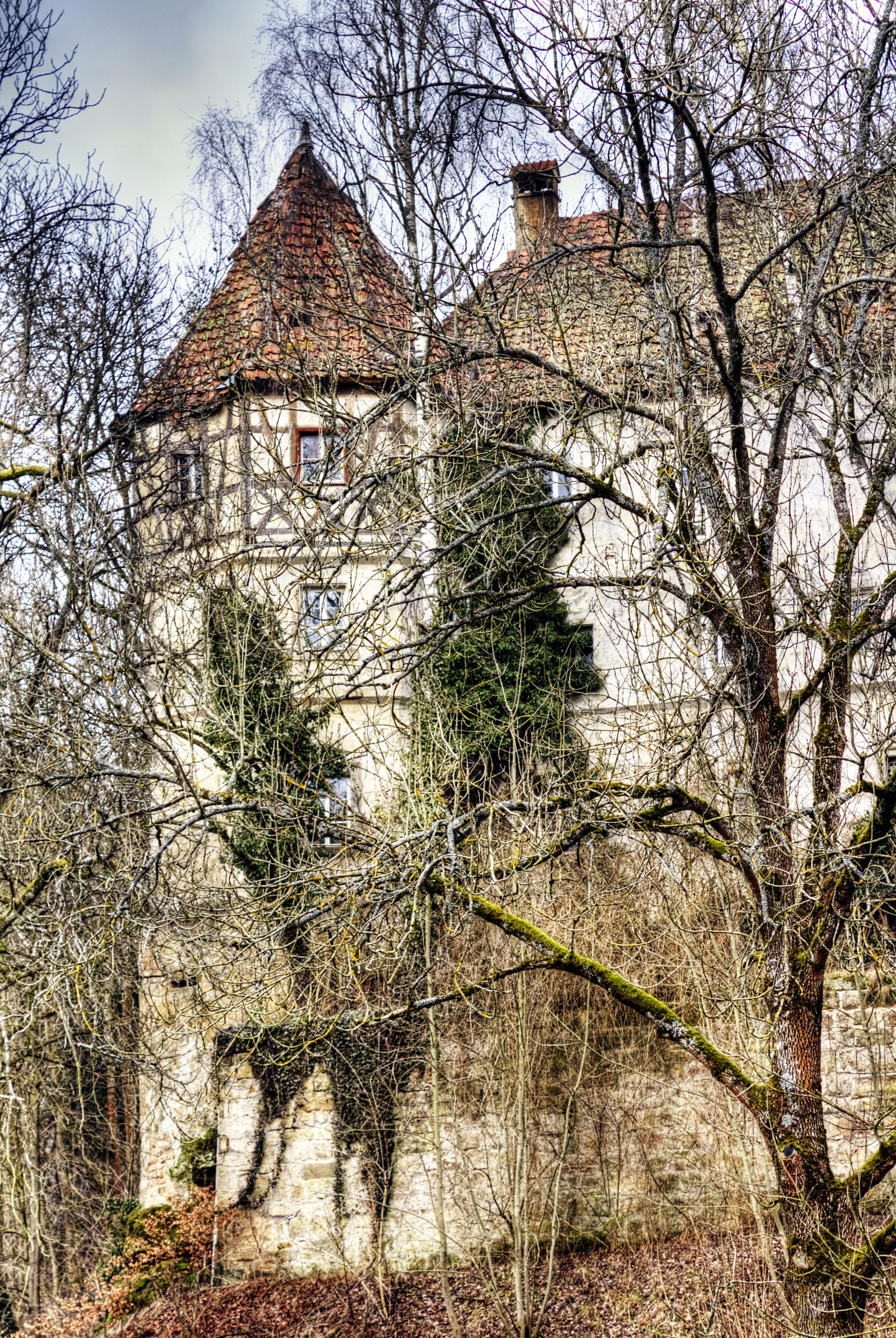
Der Südwestturm des Schlosses

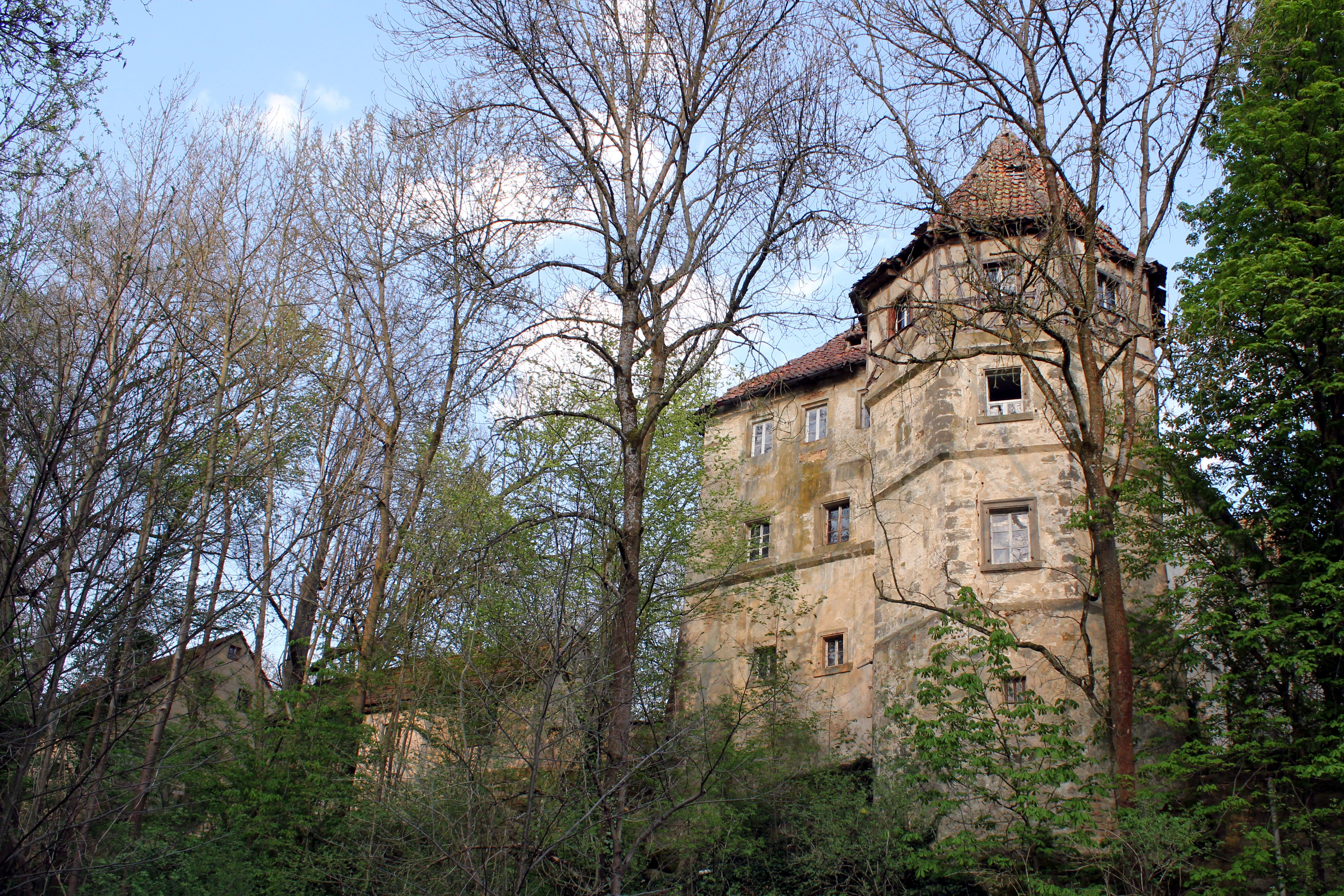
Südwestansicht des Schlosses Wildenroth mit dem oktogonalen Eckturm

Das Schloss Wildenroth ist ein kleines mittelalterliches Schloss in der oberfränkischen Stadt Burgkunstadt. Es steht am nördlichen Ende des Ortsteils Wildenroth und befindet sich in Privatbesitz. Das Schloss steht inmitten von zahlreichen wildgewachsenen Bäumen. Als geschütztes Baudenkmal wird das Schloss vom Bayerischen Landesamt für Denkmalpflege unter der Denkmalnummer D-4-78-116-138 geführt. Aufgrund archäologischer Befunde im Bereich des Schlosses, die in Zusammenhang mit dem mittelalterlichen Kern des Gebäudes stehen, ist die Anlage als Ganzes zudem ein Bodendenkmal mit der Nummer D-4-5833-0168.

## Geschichte
Das Schloss geht auf einen spätmittelalterlichen Wehrbau zurück, der von Gringus von Kunstadt im Jahr 1249 erbaut wurde. Erstmals erwähnt wurden Schloss Wildenroth, damals noch als Burg und das zugehörige Dorf am 8. April 1436 in einem Lehensauftrag von Heinz von Redwitz an Markgraf Friedrich I. zu Brandenburg-Bayreuth. Dieser erwarb das Gut samt Zubehör wenig später und übergab es am 20. Februar 1437 Wolfram von Redwitz als Lehensgut. Am 8. Juni kamen Wolframs Brüder, die Domherren Wilhelm und Konrad von Redwitz als weitere Lehensmänner hinzu. Am 5. August 1441 wurde diese Lehensbeauftragung urkundlich erneuert.
Spätestens ab dem 16. Februar 1468 erhielt Mertheim von Redwitz einen beträchtlichen Anteil des Guts als Lehen. Unter seiner Führung wurde die damalige Burg im Jahr 1470 weitgehend durch einen Neubau ersetzt. In einer Urkunde vom 7. Juni 1487 wird er als alleiniger Lehensmann Wildenroths genannt. Seine letzte Belehnung fand am 17. August 1502 statt. Sein Nachfolger als brandenburgisch-bayreuthischer Lehensmann auf Wildenroth wurde am 21. Mai 1509 Alexander von Redwitz. Zur Zeit des Bauernkrieges war er Amtmann zu Vilseck bei Amberg und wurde von den dortigen Bauern gefangen genommen. Als er erfuhr, dass die Burgkunstadter Bevölkerung sein Schloss niederbrennen wollte, bat er mit einem Brief unter Berufung auf den ihm als Lehensmann zustehenden Schutz beim Bayreuther Hauptmann Hans von Laineck um Hilfe.
Trotz eines am 21. Mai 1525 geschlossenen Friedenspaktes der Bauernführer zu Bamberg mit dem Markgrafen und dessen Lehensmännern und einer an die umliegenden Gemeinden postalisch zugestellten Warnung von Hans von Laineck, das Schloss Wildenroth nicht anzugreifen, wurde es am 23. Mai gestürmt und niedergebrannt. Der Schaden am Gebäude wurde auf 3300 Gulden beziffert. Alexander von Redwitz erhielt eine Entschädigung von 310 Gulden, 7 Pfund und 7½ Pfennige für gestohlene und zerstörte Waren und Möbel. Im selben Jahr begannen der Sohn des Amtmanns, Fritz von Redwitz und dessen Frau Katharina von Guttenberg, den Wiederaufbau, der bis 1536 dauerte. Bereits am 20. Januar 1529 erhielt Berthold von Redwitz für die unmündigen Söhne seines Bruders Alexander, Merthein Wolf und Jorg Christoph, das Gut Wildenroth zum Lehen. Am 30. September 1535 übernahm der inzwischen mündig gewordene Merthein Wolf das Lehen. Vier Jahre später, am 22. Januar 1539, wurde Jorg Christoph neben seinem älteren Bruder ebenfalls Lehnsherr von Wildenroth. Für die Jahre 1544 und 1558 wurde er als alleiniger Lehensbesitzer genannt.
Im Dreißigjährigen Krieg durch Brand (1656) in Mitleidenschaft gezogen, wurde das Schloss wiederaufgebaut und im 18. Jahrhundert durch den Anbau des polygonalen Eckturms mit Dachhaube im Südwesten ergänzt. Der östliche Anbau wird in die erste Hälfte des 19. Jahrhunderts datiert.
1807 wurde das Schloss Wildenroth der Stammsitz einer Linie der Familie von Redwitz, die vorher in der Veste Oberndorf bei Oberndorf gelebt hatte. In der ersten Hälfte des 19. Jahrhunderts wurde das Schloss unter der Herrschaft derer von Redwitz aus- und umgebaut. Im Jahr 1877 verkauften die von Redwitz das Schlossgut an den nichtadligen Gutsverwalter Ernst Redwitz aus Obersiemau. Ende der siebziger Jahre erwarb es der jetzige Eigentümer. Gegenwärtig wird es privat genutzt.

## Beschreibung
Kern der heutigen Anlage auf einem Grundstück von etwa 1,5 ha ist der dreigeschossige Hauptbau mit oktogonalem Eckturm, dessen Fachwerkobergeschoss im 18. Jahrhundert aufgesetzt wurde. Der Ostteil des Gebäudes springt vor und es schließt sich der einstöckige Anbau aus der ersten Hälfte des 19. Jahrhunderts an. Über dem schlicht gestalteten Hauptportal im Süden befindet sich ein Relief mit dem Wappen derer von Redwitz und der Jahreszahl 1370, das sich ursprünglich in einem älteren Gebäudeteil befand.
Im Süden abfallend, von zwei Mauern und Baumbestand begrenzt, befindet sich auf dem Gelände noch eine ehemalige Schäferei mit denkmalgeschützten Stallungen.